# Westkrankenhaus Augsburg
Das Westkrankenhaus Augsburg war ein Krankenhaus im Augsburger Stadtteil Kriegshaber.

## Geschichte
Das 1859 eröffnete Hauptkrankenhaus in der Jakobervorstadt war lange Zeit das einzige städtische Krankenhaus Augsburgs. Schon zu Beginn des 20. Jahrhunderts waren dessen Kapazitäten bei weitem nicht mehr ausreichend, so dass der Stadtrat den Neubau eines Krankenhauses am westlichen Rand der Innenstadt plante. Fehlende Finanzmittel und die beiden Weltkriege sorgten dafür, dass die Planungsphase nie verlassen wurde.
Am Ende des Zweiten Weltkrieges übernahm die US-amerikanische Armee sämtliche Kasernengelände Augsburgs, darunter die Arras-Kaserne. Einige Gebäude dieser Kaserne wurden zunächst als Kriegsgefangenenlager, später als Lazarett für aus der Gefangenschaft zurückgekehrte deutsche Soldaten genutzt. Darin sah der Stadtrat Augsburgs eine Gelegenheit, die Kapazitätsprobleme in der Krankenversorgung zu überwinden und wandelte das Lazarett im April 1947 mit Genehmigung der Militärregierung in das Westkrankenhaus um. Die Gebäude gingen schließlich 1970 in das Eigentum der Stadt Augsburg über, am 1. Januar 1971 wurde das Krankenhaus in den Krankenhauszweckverband Augsburg integriert. Langjähriger Chefarzt des Westkrankenhauses war der Rheumatologe Hanns Kaiser (1921–2012).
Schon im Juli 1958 hatte der Augsburger Stadtrat den Plan zur Errichtung eines neuen zentralen Krankenhauses gefasst, das nach einer langen Planungs- und Bauphase im April 1982 eröffnet wurde. In der Folge zogen alle Abteilungen des Westkrankenhauses in das neue Zentralklinikum um, die Stilllegung des Krankenhauses erfolgte im September 1982.

## Abteilungen
Kurz vor seiner Auflösung verfügte das Westkrankenhaus über 500 Betten in fünf Kliniken:
- I. Medizinische Klinik
- II. Medizinische Klinik
- III. Medizinische Klinik
- Dermatologische Klinik
- Psychiatrische Klinik

## Heutige Nutzung
In den 1980er-Jahren wurden die ehemaligen Kasernen-Mannschaftsgebäude in eine Wohnanlage umgewandelt, die von der Städtischen Wohnungsbaugesellschaft (WBG) betreut wird. Die angrenzenden baugleichen Gebäude der ehemaligen Reese-Kaserne wurden abgerissen. Auf dem Gelände entsteht im Rahmen der Stadtentwicklung ein Wohngebiet mit Parkanlagen und Nahversorgungszentrum, der „Reese-Park“. Ziel ist auf Dauer die lückenlose Integration der Flächen in den Stadtteil Kriegshaber.